# Secrétariat d'État à la Politique scientifique et technologique
Le secrétariat d'État à la Politique scientifique et technologique d'Espagne (en espagnol : Secretaría de Estado de Política Científica y Tecnológica) est le secrétariat d'État chargé de la recherche et du développement scientifiques et technologiques entre 2000 et 2004.
Il relève du ministère de la Science.

## Missions

### Organisation
Le secrétariat d'État s'organise de la manière suivante : 
- Secrétariat d'État à la Politique scientifique et technologique (Secretaría de Estado de Política Científica y Tecnológica) ; 
  - Secrétariat général de la Politique scientifique (Secretaría General de Política Científica) ; 
    - Sous-direction générale de la Réglementation normative et de la Coordination ;
    - Sous-direction générale de la Planification ;
    - Sous-direction générale du Suivi des activités, des programmes et des projets ;

  - Direction générale de la Recherche (Dirección General de Investigación) ; 
    - Sous-direction générale des Projets de recherche ;
    - Sous-direction générale de la Planification et du Suivi ;
    - Sous-direction générale de la Formation et de la mobilité du personnel de recherche ;
    - Sous-direction générale de la Coordination institutionnelle et des Infrastructures scientifiques ;
    - Sous-direction générale de la Gestion économique ;

  - Direction générale de la Politique technologique (Dirección General de Política Tecnológica) ; 
    - Sous-direction générale de la Promotion de l'innovation ;
    - Sous-direction générale des Programmes technologiques ;
    - Sous-direction générale des Programmes stratégiques ;
    - Sous-direction générale des Applications et des développements technologiques ;
    - Sous-direction générale de la Qualité et de la Sécurité industrielle ;

  - Sous-direction générale des Organismes et programmes internationaux et des Grandes installations.

## Titulaires
| Titulaire | Titulaire     | Début      | Fin        | Parti | Ministre                 |
| --------- | ------------- | ---------- | ---------- | ----- | ------------------------ |
|           | Ramón Marimón | 06/05/2000 | 03/08/2002 | Sans  | Anna Birulés Josep Piqué |
|           | Pedro Morenés | 03/08/2002 | 20/04/2004 | Sans  | Josep Piqué Juan Costa   |